# Tareyton
Tareyton est une marque de cigarette qui était à l'origine fabriquée par la American Tobacco Company. C'était au début une variation des cigarettes Herbert Tareyton, qui n'avaient pas de filtre et un bout en liège. Comme les cigarettes filtrées gagnaient en popularité vers la fin des années 1950, il fut créé une version filtrée et sans liège de la Herbert Tareyton. On n'a jamais cessé de produire la Herbert Tareyton, mais elle n'est plus assez populaire pour être vendue en magasin (on l'achète surtout sur Internet). La marque est actuellement fabriquée par la RJ Reynolds Tobacco Company.
Le filtre de Tareyton est composé de deux parties de fibre et de charbon.

## Publicités
Tareyton est probablement plus connu pour ses publicités que pour la qualité ou popularité de ses produits. Au milieu des années 1960, lorsque la publicité pour le tabac fut permise à la télévision, les publicités télévisées et imprimées de Tareyton mettaient en avant le slogan "Us Tareyton smokers would rather fight than switch!" (ce qui signifie "Nous, les fumeurs de Tareyton, nous battrions plutôt que changer!"), slogan qui devint très populaire, bien qu'il soit grammaticalement incorrect (la phrase devrait utiliser "We" au lieu de "Us"). Ces publicités, à la télévision ou dans les magazines, montraient des fumeurs de Tareyton arborant des yeux au beurre noir, apparemment représentant leur volonté de se battre (littéralement) pour défendre leur choix de cigarette.
Quelques années plus tard, leurs publicités télévisées montraient des fumeurs essayant d'attacher des filtres de charbon Tareyton à d'autres cigarettes, se servant entre autres de trombones ou de ruban adhésif. En même temps, on entendrait une voix off disant "Si vous pouviez mettre un filtre de charbon Tareyton à votre cigarette... si vous POUVIEZ mettre un filtre de charbon Tareyton à votre cigarette, vous auriez une cigarette au meilleur goût--mais pas aussi bonne qu'une Tareyton." Les publicités passant à la radio passaient le même message sous forme musicale pour attirer l'intention du client.